# Marcos 5

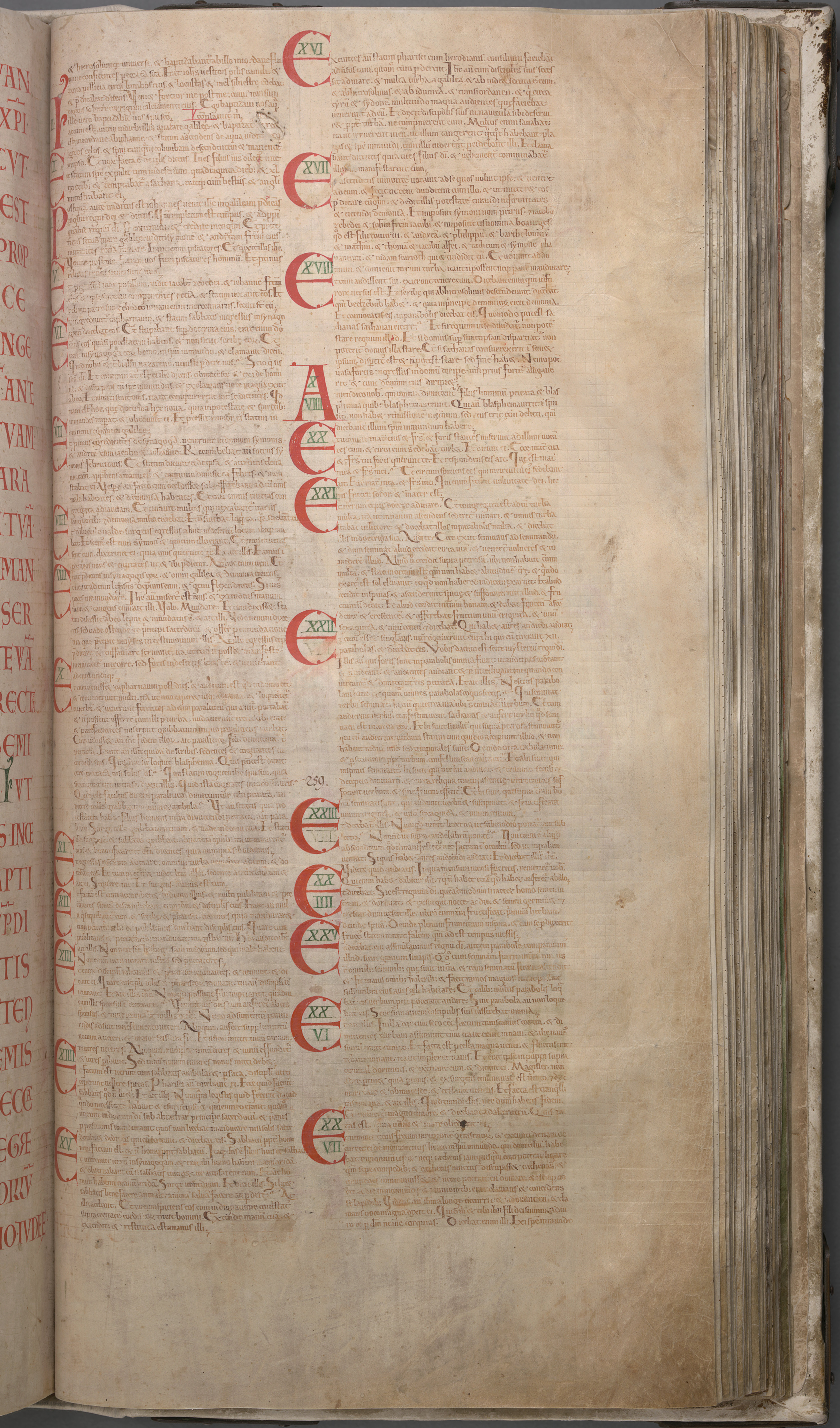
Texto latino de Marcos 1:5-5:8 en el Codex Gigas

Marcos 5 es el quinto capítulo del Evangelio de Marcos del Nuevo Testamento de la Biblia cristiana. Junto con calmar el mar en Marcos 4:35-41, hay "cuatro sorprendentes milagros que se suceden sin solución de continuidad": un exorcismo, una curación, y la resurrección de la hija de Jairo.

## Texto
El texto original fue escrito en griego koiné. Este capítulo se divide en 43 Versículos.

### Testigos textuales
Algunos manuscritos antiguos que contienen el texto de este capítulo son:
- Codex Vaticanus (325-350; completo)
- Codex Sinaiticus (330-360; completo)
- Codex Bezae (~400; completo)
- Codex Alexandrinus (400-440; completo)
- Codex Ephraemi Rescriptus (~450; completo)

## Curación del endemoniado de Gerasa

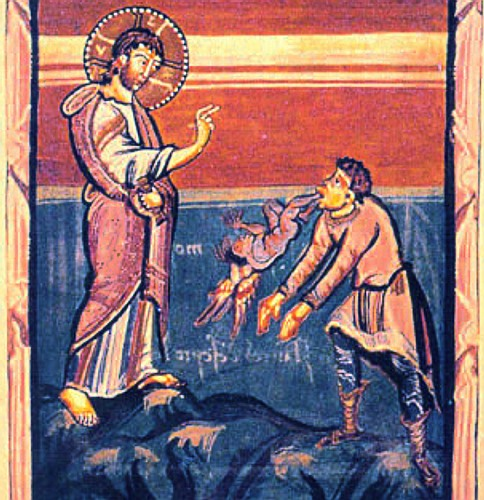
Jesús cura al endemoniado geraseno.

Jesús y sus discípulos viajan al país no judío de los gerasenos (algunos manuscritos tienen "gadarenos" para armonizar con Mateo 8:28) a través del Mar de Galilea en barco, una región que se encuentra en la actual Jordania. Tom Wright señala que "nunca sabremos por qué Jesús fue a ese trozo de territorio", aunque Johann Bengel infiere que muchos judíos vivían allí.
Un poseído sale a su encuentro. Marcos relata la historia "con profusión de detalles circunstanciales": el hombre había vivido en tumbas cercanas, y había rechazado todos los intentos de encadenarlo: el texto en griego tiene una compleja cadena de negaciones: οὐδὲ ἁλύσει οὐκέτι οὐδεὶς, oude halysei ouketi oudeis, nadie, ya no, ni siquiera con cadenas. Ahora vagaba por las tumbas y las colinas gritando.
El hombre cae a los pies de Jesús y le ruega que no le haga daño. Jesús le pregunta cómo se llama y él responde "Me llamo Legión, ... porque somos muchos". Legión puede ser una referencia al Ejército romano. Ven unos cerdos cercanos y los demonios preguntan si pueden meterlos en los cerdos, a lo que Jesús accede. Los cerdos, unos 2000 (sólo el relato de Marcos estima el número), entonces se precipitan al lago y se ahogaron.
La gente que cuidaba de los cerdos sale corriendo al pueblo para contar a todo el mundo lo que ha ocurrido, y algunos habitantes acuden a véase por sí mismos. Cuando llegan, el hombre está sentado, vestido y sano. Perturbados, piden a Jesús que abandone el lugar, a lo que éste accede. Por "amor agradecido", el hombre le pide a Jesús que le deje estar con él (en griego ινα μετ αυτου η, hina met autou e), traducido como "quédate con él" en la Biblia de Jerusalén, pero Jesús le dice que vaya a casa con su "familia" (Biblia Amplificada) o con su "pueblo" (Nueva Versión Internacional) y les cuente lo que Dios ha hecho por él. A continuación, el hombre viaja por la Decápolis contando la historia a la gente. El teólogo protestante Heinrich Meyer sugiere que "debía permanecer en su lugar natal como testigo y proclamador de la maravillosa liberación, que había experimentado de Dios a través de Jesús, y de esta manera servir a la obra de Cristo".
El biblista anglicano Christopher Tuckett sostiene que "una serie de detalles e incoherencias dentro de la presente narración sugieren que Marcos puede estar combinando aquí más de una tradición en una sola historia":
- Versículo 2: el hombre se encuentra "inmediatamente" con él cuando Jesús ha salido de la barca, mientras que el Versículo 6 dice que "cuando vio a Jesús de lejos, corrió y le adoró".
- El versículo 8 interrumpe un diálogo que, por lo demás, parece fluir del versículo 7 al 9.
- el versículo 15 parece extraño después del 14, ya que este último presupone un lapso de tiempo considerable.[5]

Esta historia también aparece en Mateo 8:28-34, donde hay dos hombres poseídos, y en  Lucas 8:26-39.

### Comentario
Gerasa estaba en la Decápolis, al este del río Jordán región de paganos de origen griego y sirio. Lo certifica la presencia de una piara de cerdos cuya crianza y comida estaba prohibida a los judíos. Hay que tener en cuenta que la misión de Jesús no se limita a los hijos de Israel, se extiende a toda la tierra, porque le interesan todas las almas. Las palabras finales de Cristo desvelan el sentido más importante del acontecimiento: aquel hombre curado tiene que anunciar en esa región de paganos que la «misericordia» del Señor también les alcanza a los que allí habitan: 

Quienes han encontrado a Cristo no pueden cerrarse en su ambiente: ¡triste cosa sería ese empequeñecimiento! Han de abrirse en abanico para llegar a todas las almas. Cada uno ha de crear —y de ensanchar— un círculo de amigos, sobre el que influya con su prestigio profesional, con su conducta, con su amistad, procurando que Cristo influya por medio de ese prestigio profesional, de esa conducta, de esa amistad.

La narración está llena de viveza. El endemoniado está descrito con imágenes negativas: vive como los animales, en los sepulcros que le hacen impuro; el demonio le había quitado a aquel hombre cualquier vestigio de humanidad. Ahora tiene que enfrentarse con Jesús, que es más fuerte que él y que ya le ha vencido desde el inicio de su ministerio cuando lo tentó en el desierto. El episodio expone como un exorcismo donde el diálogo de Jesús con el endemoniado muestra la grandeza de Jesús: un demonio capaz de dominar más de dos mil cerdos, se ve obligado a confesar su nombre ante Jesús y a suplicarle, por dos veces que le permita quedarse con los cerdos. Jesús se lo permite, porque lo que le interesa es el hombre.
Así explicaba San Jerónimo el exorcismo: 

Es como si dijera: Sal de mi casa, ¿qué haces en mi morada? Yo deseo entrar: Sal de este hombre. De este hombre, es decir, de este animal racional. Sal de este hombre, de esta morada preparada para mí. El Señor desea su casa. 

## La hija de Jairo y la mujer que tocó el manto de Jesús

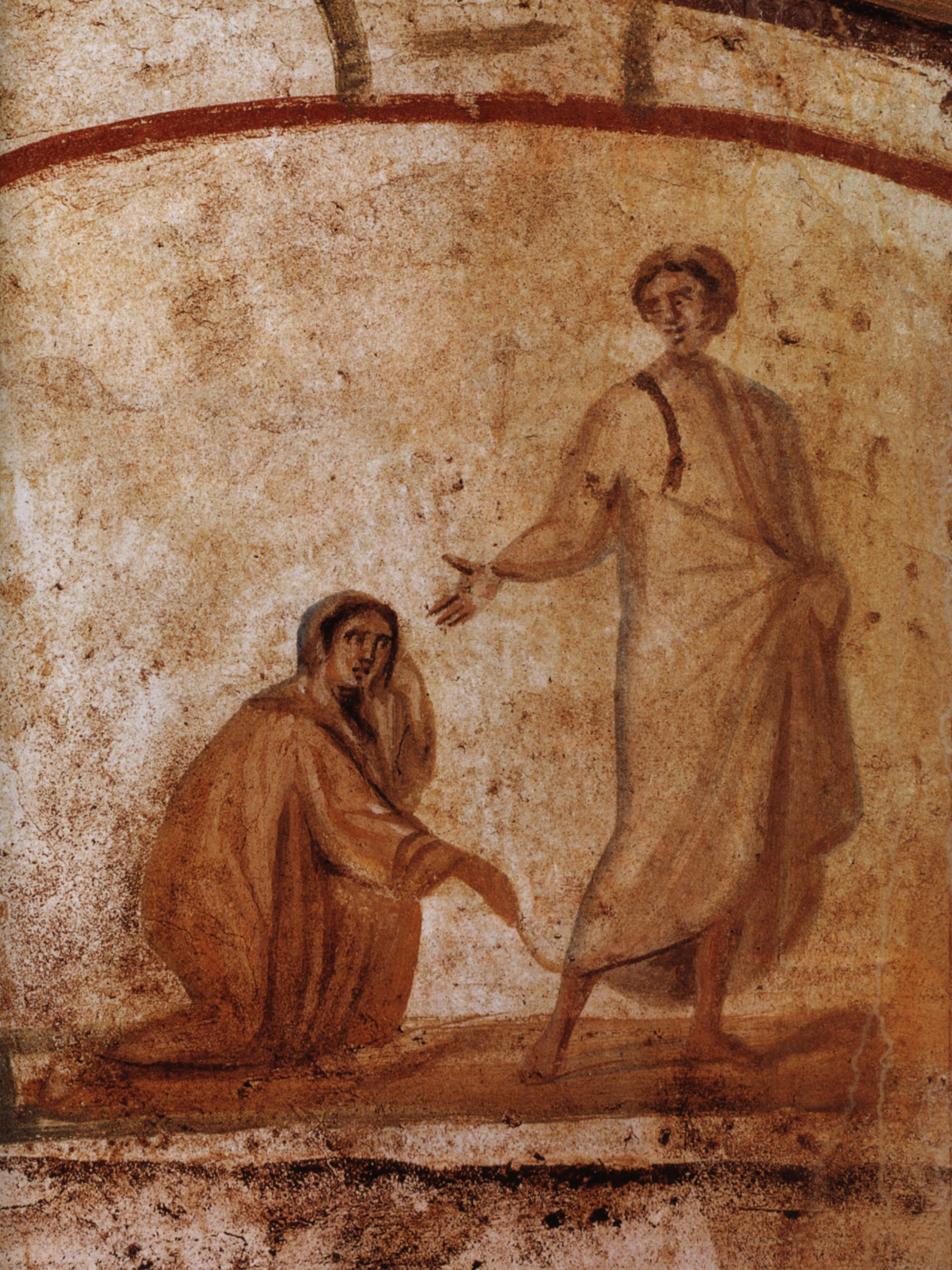
Ilustración de las Catacumbas de Marcelino y Pedro de Jesús curando a la mujer que sangraba.

Al otro lado del lago, Jesús es recibido por un hombre llamado Jairo, un Sinagoga Gobernante (un rico patrón de la casa de culto local), que ruega a Jesús que cure a su hija enferma de doce años. Jesús toma sólo Pedro, Santiago, y Juan. Este relato no aparece en el Evangelio de Juan. En el camino, una mujer que sufre de "hemorragia" crónica, tal vez menorragia o hemorragia por fibromas. Se acerca sigilosamente a Jesús y toca su manto, según Mateo 9:20-22 y Lucas 8:43-48 los flecos de su manto (9:20), por la cual ella es sanada. Él se vuelve para ver quién es y ella, temerosa, lo confiesa. Él le dice: Hija, tu fe te ha curado. Vete en paz y libérate de tu sufrimiento.
Llegan unos hombres y le dicen a Jairo que su hija ha muerto. Jesús se desentiende de ellos y les dice: No tengáis miedo; creed. Llegan a la casa y todos lloran a gritos. Jesús asegura a todos que no está muerta, sólo dormida, entra y le dice (Ταλιθὰ κούμ) Talitha kum, diciéndole que se levante, y ella lo hace. A diferencia de su consejo sobre el endemoniado, les dice que no cuenten a la gente estos sucesos.
Este relato también aparece en Mateo 9:18-26 y Lucas 8:40-56. Lucas mantiene juntos los relatos del endemoniado y de las dos mujeres, pero Mateo intercala la historia del paralítico, el llamamiento de Mateo y la parábola de los odres que se encuentra en Marcos 2 entre estos dos relatos.

### Comentario
En la descripción de estos dos milagros en el Marcos se nota su gusto por los detalles que evocan recuerdos muy concretos. Pero, a la vez, cada relato está orientado a poner de manifiesto algunas enseñanzas: el alcance y el valor de la fe en Jesús, y nuestro encuentro con Él. La  hemorroísa padecía una enfermedad considerada como impureza legal. El Marcos señala su situación desesperada y su valor para tocar las vestiduras de Jesús. Una vez curada, Jesús suscita el diálogo por el que se demuestra que la causa de la curación no hay que buscarla en un sortilegio o similar, sino en la fe de la hemorroísa y en el poder que emana de Jesús: Ella toca, la muchedumbre oprime. ¿Qué significa “tocó” sino que creyó?
En la historia de Jairo igualmente la fe del jefe de la sinagoga, alentado por Jesús, vence las dificultades que van surgiendo. Su hija está a punto de morir y por eso pasa supera los apriorismos de su posición social y pide a Jesús que acuda a curarla. Ante la noticia de la muerte de la niña y las burlas de los asistentes, Jesús conforta su fe con palabras o con gestos y la fe de Jairo se ve recompensada con la resurrección de su hija. 

Quien sabe dar buenos dones a sus hijos nos obliga a pedir, buscar y llamar. (…) Esto puede causar extrañeza si no entendemos que Dios nuestro Señor (…) pretende ejercitar con la oración nuestros deseos, y prepara la capacidad para recibir lo que nos ha de dar. Agustín de Hipona, 

Jesús «insistió mucho» en que no difundieran el milagro. Con esta actitud, mostradada en otros sitios, parece que Jesús quiere evitar deducciones equivocadas de su condición de Mesías-Salvador: la obra total de Cristo no comprende solamente los milagros, sino también su muerte en la cruz y su resurrección